# Nagroda Fundacji na rzecz Nauki Polskiej
Nagroda Fundacji na rzecz Nauki Polskiej (tzw. Polski Nobel) – polska nagroda naukowa przyznawana przez Radę Fundacji na rzecz Nauki Polskiej, ustanowiona w marcu 1992 roku. Otrzymują ją polscy uczeni za odkrycia i inne osiągnięcia stanowiące istotny wkład w życie duchowe i postęp cywilizacyjny Polski oraz zapewniające Polsce miejsce w nauce światowej.
W każdej edycji jest przyznawana w kilku dziedzinach z puli czterech. Początkowo – do roku 2010 włącznie – były to:
- nauki humanistyczne i społeczne
- nauki ścisłe,
- nauki techniczne,
- nauki przyrodnicze i medyczne.

W 2011 roku Nagrody FNP zaczęto grupować inaczej, tylko jedną z kategorii zostawiając bez zmian; nowy podział to:
- nauki humanistyczne i społeczne,
- nauki matematyczno-fizyczne i inżynierskie,
- nauki chemiczne i o materiałach,
- nauki o życiu i o Ziemi.

Nagroda przyznawana jest corocznie, choć w niektórych latach tylko w części dziedzin.
W 2007 roku nagrodę stanowiły:
- 200 000 zł (równowartość około 75 000 dolarów amerykańskich);
- statuetka zaprojektowana przez R. Kozłowskiego.

## Laureaci
Spis na podstawie strony FNP.

### Nauki humanistyczne i społeczne
| rok  | laureat                | instytucje                                                                          | powód |
| ---- | ---------------------- | ----------------------------------------------------------------------------------- | --- |
| 1992 | Marian Biskup          | Polska Akademia Nauk – Instytut Historii, Zakład Historii Pomorza                   | praca zatytułowana Wojna pruska, czyli walka Polski z zakonem krzyżackim z lat 1519–1521 |
| 1993 | nie przyznano          | nie przyznano                                                                       | nie przyznano |
| 1994 | Roman Aftanazy         | Towarzystwo Przyjaciół Ossolineum                                                   | jedenastotomowe dzieło pod łącznym tytułem Materiały do dziejów rezydencji |
| 1995 | Teresa Michałowska     | Polska Akademia Nauk – Instytut Badań Literackich                                   | fundamentalne dzieło historyczno-literackie pt. Średniowiecze (1995) ukazujące nowy obraz piśmiennictwa polskojęzycznego i łacińskiego w kulturze polskiej pierwszej połowy naszego tysiąclecia                                                           |
| 1996 | Jerzy Gadomski         | Uniwersytet Jagielloński – Instytut Historii Sztuki                                 | fundamentalne trzytomowe dzieło pt. Gotyckie malarstwo tablicowe Małopolski |
| 1997 | Andrzej Paczkowski     | Polska Akademia Nauk – Instytut Studiów Politycznych                                | książka Pół wieku dziejów Polski 1939–1989 |
| 1998 | Janusz Sondel          | Uniwersytet Jagielloński – Wydział Prawa i Administracji                            | Słownik łacińsko-polski dla prawników i historyków – dzieło pomnażające wiedzę o łacińskich źródłach kultury duchowej Polaków |
| 1999 | Mieczysław Tomaszewski | Akademia Muzyczna w Krakowie                                                        | dzieło Chopin. Człowiek, dzieło, rezonans, stanowiące nową, oryginalną syntezę wiedzy o tym kompozytorze |
| 2000 | Jan Strelau            | Uniwersytet Warszawski – Wydział Psychologii                                        | stworzenie oryginalnej psychologicznej regulacyjnej teorii temperamentu, a szczególnie za dzieło Temperament. A Psychological Perspective (1998) |
| 2001 | Stefan Swieżawski      | Katolicki Uniwersytet Lubelski                                                      | dzieło pt. Dzieje europejskiej filozofii klasycznej, stanowiące doniosły wkład w badania nad przemianami europejskiej myśli filozoficznej antyku i średniowiecza                                                                                          |
| 2002 | Lech Leciejewicz       | Polska Akademia Nauk – Instytut Archeologii i Etnologii                             | dzieło Nowa postać świata. Narodziny średniowiecznej cywilizacji europejskiej ukazujące nowatorski i oryginalny obraz cywilizacji europejskiej w jej wczesnośredniowiecznej fazie                                                                         |
| 2002 | Lech Leciejewicz       | Uniwersytet Wrocławski – Instytut Historyczny                                       | dzieło Nowa postać świata. Narodziny średniowiecznej cywilizacji europejskiej ukazujące nowatorski i oryginalny obraz cywilizacji europejskiej w jej wczesnośredniowiecznej fazie                                                                         |
| 2003 | Jerzy Szacki           | Uniwersytet Warszawski                                                              | fundamentalne dzieło Historia myśli socjologicznej, stanowiące całościowy i oryginalny wykład dziejów pojmowania zjawisk życia społecznego |
| 2004 | Jadwiga Staniszkis     | Uniwersytet Warszawski – Wydział Socjologii                                         | badania będące próbą teorii i interpretacji procesów transformacji współczesnej Polski i świata, przedstawione w książkach Postkomunizm (2001) oraz Władza globalizacji (2003)                                                                            |
| 2005 | Karol Myśliwiec        | Polska Akademia Nauk – Zakład Archeologii Śródziemnomorskiej                        | odkrycie grobowca wezyra Merefnebefa w nekropoli w Sakkarze (Egipt) udokumentowane w monografii The Tomb of Merefnebef (2004) |
| 2006 | Piotr Sztompka         | Uniwersytet Jagielloński – Instytut Socjologii                                      | oryginalne opracowanie idei współczesnej socjologii, pozwalające zrozumieć wyznaczniki oraz dynamikę skomplikowanych zmian społeczeństw nowoczesnych, przedstawione m.in. w książkach Socjologia. Analiza społeczeństwa oraz Socjologia zmian społecznych |
| 2007 | Karol Modzelewski      | Uniwersytet Warszawski – Wydział Historii                                           | badania nad historią powstawania tożsamości europejskiej, odkrywające znaczenie tradycji przedchrześcijańskiej i wielokulturowej dla współczesnego pojęcia Europy, przedstawione w dziele Barbarzyńska Europa                                             |
| 2008 | Stanisław Mossakowski  | Polska Akademia Nauk – Instytut Sztuki                                              | wszechstronna, interdyscyplinarna monografia dotycząca kaplicy Zygmuntowskiej – czołowego zabytku sztuki polskiego i włoskiego renesansu |
| 2009 | Jerzy Strzelczyk       | Uniwersytet im. Adama Mickiewicza w Poznaniu – Wydział Historyczny                  | rozprawa Pióro w wątłych dłoniach, pokazująca wkład twórczości intelektualnej kobiet w rozwój cywilizacji europejskiej od starożytności do przełomu X/XI wieku                                                                                            |
| 2010 | Anna Wierzbicka        | Australijski Uniwersytet Narodowy (Australia)                                       | stworzenie teorii naturalnego metajęzyka semantycznego oraz odkrycie zbioru znaczeń elementarnych wspólnych dla wszystkich języków |
| 2011 | Tomasz Giaro           | Uniwersytet Warszawski – Wydział Prawa i Administracji                              | interdyscyplinarna analiza kategorii prawdy w doktrynach prawa od antyku do współczesności, otwierająca nowe perspektywy rozumienia prawa jako jednego z fundamentów cywilizacji europejskiej                                                             |
| 2012 | Ewa Wipszycka          | Uniwersytet Warszawski                                                              | wszechstronna rekonstrukcja funkcjonowania wspólnot klasztornych w późnoantycznym Egipcie |
| 2013 | Jan Woleński           | Uniwersytet Jagielloński – Wydział Filozoficzny                                     | wszechstronna analiza prac szkoły lwowsko-warszawskiej i wprowadzenie jej dokonań do międzynarodowego dyskursu współczesnej filozofii |
| 2013 | Jan Woleński           | Wyższa Szkoła Informatyki i Zarządzania w Rzeszowie                                 | wszechstronna analiza prac szkoły lwowsko-warszawskiej i wprowadzenie jej dokonań do międzynarodowego dyskursu współczesnej filozofii |
| 2014 | Lech Szczucki          | Polska Akademia Nauk – Instytut Filozofii i Socjologii                              | wyjaśnienie związków kulturowych Europy Środkowej i Zachodniej w monumentalnej edycji korespondencji Andrzeja Dudycza, XVI-wiecznego myśliciela, reformatora religijnego i dyplomaty                                                                      |
| 2015 | Jerzy Jedlicki         | Polska Akademia Nauk – Instytut Historii                                            | fundamentalne studia nad fenomenem inteligencji jako warstwy społecznej i jej rolą w procesach modernizacji w Europie Środkowo-Wschodniej |
| 2016 | Bogdan Wojciszke       | SWPS Uniwersytet Humanistycznospołeczny – Wydział Zamiejscowy w Sopocie             | opracowanie modelu sprawczości i wspólnotowości jako podstawowych wymiarów poznania społecznego |
| 2017 | Krzysztof Pomian       | Centre national de la recherche scientifique w Paryżu (Francja)                     | pionierskie badania dziejów kolekcjonerstwa oraz wpływu nauki i sztuki na rozwój kultury europejskiej |
| 2017 | Krzysztof Pomian       | Uniwersytet Mikołaja Kopernika w Toruniu                                            | pionierskie badania dziejów kolekcjonerstwa oraz wpływu nauki i sztuki na rozwój kultury europejskiej |
| 2018 | Timothy Snyder         | Uniwersytet Yale’a                                                                  | analiza mechanizmów polityczno-społecznych, które w XX wieku doprowadziły do konfliktów narodowościowych i ludobójstwa w Europie Środkowej |
| 2019 | Andrzej Wiśniewski     | Uniwersytet im. Adama Mickiewicza w Poznaniu – Wydział Psychologii i Kognitywistyki | opracowanie koncepcji inferencyjnej logiki pytań |
| 2020 | Romuald Schild         | Polska Akademia Nauk – Instytut Archeologii i Etnologii                             | wskazanie klimatycznych i środowiskowych uwarunkowań procesów społeczno-kulturowych w epoce kamienia na obszarach Afryki Północnej i Niżu Europejskiego                                                                                                   |
| 2021 | Cezary Cieśliński      | Uniwersytet Warszawski – Wydział Filozofii                                          | rozwiązanie kluczowych problemów deflacjonistycznej teorii prawdy |
| 2022 | Adam Łajtar            | Uniwersytet Warszawski – Wydział Archeologii                                        | interpretacja źródeł epigraficznych, ukazująca religijne i kulturowe aspekty funkcjonowania średniowiecznych społeczności zamieszkujących Dolinę Nilu |
| 2023 | Maria Lewicka          | Uniwersytet Mikołaja Kopernika w Toruniu – Wydział Filozofii i Nauk Społecznych     | sformułowanie i weryfikacja psychologicznego modelu przywiązania do miejsca i pamięci miejsca |
| 2024 | Marcin Wodziński       | Uniwersytet Wrocławski – Wydział Neofilologii, Katedra Judaistyki                   | nowatorskie studia nad chasydyzmem wyjaśniające rolę kultury, polityki i geografii w kształtowaniu tożsamości religijnych i relacji międzyetnicznych |

### Nauki ścisłe(do 2010 r.)
| rok  | laureat               | instytucje                                                                      | powód |
| ---- | --------------------- | ------------------------------------------------------------------------------- | --- |
| 1992 | Aleksander Wolszczan  | Uniwersytet Stanu Pensylwania (USA) – Wydział Astronomii i Astrofizyki          | odkrycie pierwszego pozasłonecznego układu planetarnego |
| 1993 | Stanisław Woronowicz  | Uniwersytet Warszawski – Wydział Fizyki                                         | prace dotyczące grup kwantowych i ich związków z C*-algebrami |
| 1994 | Zbigniew Grabowski    | Polska Akademia Nauk – Instytut Chemii Fizycznej                                | opracowanie nowych metod generowania cząsteczek w stanach charakteryzujących się silnym przemieszczeniem ładunku elektronowego w cząsteczce                                     |
| 1995 | Adam Sobiczewski      | Instytut Problemów Jądrowych im. Andrzeja Sołtana                               | prace, w których zostało przewidziane istnienie nieoczekiwanie bardzo stabilnych jąder atomowych najcięższych pierwiastków, potwierdzone doświadczalnie w połowie 1993          |
| 1996 | Bohdan Paczyński      | Uniwersytet Princeton (USA)                                                     | odkrycie nowej metody wykrywania obiektów kosmicznych i wyznaczania ich masy poprzez mikrosoczewkowanie grawitacyjne                                                            |
| 1997 | Tomasz Łuczak         | Uniwersytet im. Adama Mickiewicza w Poznaniu – Wydział Matematyki i Informatyki | prace nad teorią losowych struktur dyskretnych |
| 1998 | Cyryl Latos-Grażyński | Uniwersytet Wrocławski – Wydział Chemii                                         | badania nad porfirynami i metaloporfirynami o szczególnej strukturze molekularnej i elektronowej                                                                                |
| 1999 | nie przyznano         | nie przyznano                                                                   | nie przyznano |
| 2000 | Bogumił Jeziorski     | Uniwersytet Warszawski – Wydział Chemii                                         | stworzenie nowego formalizmu dokładnych kwantowych obliczeń oddziaływań międzyatomowych i międzymolekularnych                                                                   |
| 2001 | Ludomir Newelski      | Uniwersytet Wrocławski – Instytut Matematyczny                                  | prace w dziedzinie logiki matematycznej stanowiące przełom w teorii modeli oraz w algebrze                                                                                      |
| 2002 | Andrzej Udalski       | Uniwersytet Warszawski – Obserwatorium Astronomiczne                            | rewizja skali odległości we Wszechświecie i odkrycie wielu ciemnych obiektów towarzyszących gwiazdom                                                                            |
| 2003 | Marek Pfützner        | Uniwersytet Warszawski – Wydział Fizyki                                         | doświadczalne potwierdzenie istnienia nowego rodzaju promieniotwórczości – rozpadu dwuprotonowego                                                                               |
| 2004 | Wojciech Stec         | Polska Akademia Nauk – Centrum Badań Molekularnych i Makromolekularnych w Łodzi | otrzymanie nowych biologicznie czynnych związków o dużym potencjale terapeutycznym za pomocą oryginalnej, opracowanej przez siebie metody syntezy tiofosforanowych analogów DNA |
| 2005 | nie przyznano         | nie przyznano                                                                   | nie przyznano |
| 2006 | Tomasz Dietl          | Polska Akademia Nauk – Instytut Fizyki                                          | opracowanie potwierdzonej w ostatnich latach teorii rozcieńczonych półprzewodników ferromagnetycznych oraz zademonstrowanie nowych metod sterowania magnesowaniem               |
| 2007 | Andrzej Sobolewski    | Polska Akademia Nauk – Instytut Fizyki                                          | wyjaśnienie fotostabilności materii biologicznej przez odkrycie nowego mechanizmu dezaktywacji bezpromienistej elektronowo wzbudzonych stanów DNA i białek                      |
| 2008 | Ryszard Horodecki     | Uniwersytet Gdański – Instytut Fizyki Teoretycznej i Astrofizyki                | wkład w stworzenie podstaw informatyki kwantowej |
| 2009 | Józef Barnaś          | Uniwersytet im. Adama Mickiewicza w Poznaniu – Wydział Fizyki, Instytut Fizyki  | tworzenie teoretycznych podstaw spintroniki, a w szczególności za wyjaśnienie zjawiska gigantycznego magnetooporu                                                               |
| 2009 | Józef Barnaś          | Polska Akademia Nauk – Instytut Fizyki Molekularnej                             | tworzenie teoretycznych podstaw spintroniki, a w szczególności za wyjaśnienie zjawiska gigantycznego magnetooporu                                                               |
| 2010 | Tadeusz Krygowski     | Uniwersytet Warszawski – Wydział Chemii                                         | osiągnięcia w zakresie stworzenia metody ilościowego określania aromatyczności związków organicznych                                                                            |

### Nauki techniczne(do 2010 r.)
| rok  | laureat                 | instytucje                                                                                                 | powód |
| ---- | ----------------------- | --- | --- |
| 1992 | nie przyznano           | nie przyznano                                                                                              | nie przyznano |
| 1993 | Kazimierz Sobczyk       | Polska Akademia Nauk – Instytut Podstawowych Problemów Techniki                                            | prace z zakresu dynamiki stochastycznej układów i materiałów konstrukcyjnych |
| 1994 | nie przyznano           | nie przyznano                                                                                              | nie przyznano |
| 1995 | Maksymilian Pluta       | Instytut Optyki Stosowanej                                                                                 | trzytomowe dzieło Advanced Light Microscopy (Zaawansowana mikroskopia świetlna), zawierające pionierskie koncepcje z zakresu mikroskopii fazowo-kontrastowej, interferencyjnej, polaryzacyjnej mikrointerferometrii, wykorzystywane w konstrukcji przyrządów optycznych |
| 1996 | nie przyznano           | nie przyznano                                                                                              | nie przyznano |
| 1997 | Antoni Rogalski         | Wojskowa Akademia Techniczna im. Jarosława Dąbrowskiego – Instytut Fizyki Technicznej                      | prace nad detektorami promieniowania podczerwonego z wykorzystaniem potrójnych związków półprzewodnikowych |
| 1998 | Leszek Stoch            | Akademia Górniczo-Hutnicza im. Stanisława Staszica w Krakowie – Wydział Inżynierii Materiałowej i Ceramiki | wyjaśnienie zjawiska wielostadialnej krystalizacji materiałów szklistych i opracowanie na tej podstawie niekonwencjonalnych szkieł do zastosowań proekologicznych |
| 1999 | Zdzisław Kowalczuk      | Politechnika Gdańska – Wydział Elektroniki, Telekomunikacji i Informatyki                                  | badania w zakresie automatyki, dotyczące projektowania adaptacyjnych układów sterowania procesami czasu ciągłego |
| 2000 | Jan Węglarz             | Politechnika Poznańska – Wydział Informatyki, Instytut Informatyki                                         | rozwijanie metod projektowania informatycznych systemów zarządzania i sterowania produkcją, wykorzystujących szeregowanie dyskretno-ciągłe |
| 2001 | Michał Kleiber          | Polska Akademia Nauk – Instytut Podstawowych Problemów Techniki                                            | opracowanie nowych metod analizy i optymalizacji w nieliniowej termomechanice ciał odkształcalnych |
| 2002 | Adam Proń               | Politechnika Warszawska – Wydział Chemiczny                                                                | wkład w badania nad polimerami przewodzącymi prąd elektryczny oraz otrzymywaniem przetwarzalnych polimerów przewodzących |
| 2002 | Adam Proń               | Commissariat à l'energie atomique (CEA) w Grenoble (Francja)                                               | wkład w badania nad polimerami przewodzącymi prąd elektryczny oraz otrzymywaniem przetwarzalnych polimerów przewodzących |
| 2003 | nie przyznano           | nie przyznano                                                                                              | nie przyznano |
| 2004 | Krzysztof Matyjaszewski | Carnegie Mellon University (USA) – Wydział Chemii                                                          | odkrycie nowych metod kontrolowanej polimeryzacji rodnikowej i zastosowanie tych metod w przemyśle |
| 2004 | Krzysztof Matyjaszewski | Polska Akademia Nauk – Centrum Badań Molekularnych i Makromolekularnych                                    | odkrycie nowych metod kontrolowanej polimeryzacji rodnikowej i zastosowanie tych metod w przemyśle |
| 2005 | Roman Słowiński         | Politechnika Poznańska – Wydział Informatyki, Instytut Informatyki                                         | opracowanie metodyki komputerowego wspomagania decyzji podejmowanych na podstawie niepełnych danych |
| 2006 | Leon Gradoń             | Politechnika Warszawska – Wydział Inżynierii Chemicznej i Procesowej                                       | opracowanie teorii procesów powstawania i transportu aerozoli i mikrocząsteczek w gazach i cieczach oraz jej wykorzystanie w urządzeniach technicznych i medycznych |
| 2007 | Andrzej Nowicki         | Polska Akademia Nauk – Instytut Podstawowych Problemów Techniki                                            | opracowanie podstaw teoretycznych i wdrożenie do produkcji ultrasonografów z obrazowaniem kolorowym przepływu krwi |
| 2008 | Andrzej Jajszczyk       | Akademia Górniczo-Hutnicza im. Stanisława Staszica w Krakowie – Katedra Telekomunikacji                    | badania w zakresie teorii węzłów szybkich sieci telekomunikacyjnych, stanowiących podstawę budowy Internetu nowej generacji |
| 2009 | Bogdan Marciniec        | Uniwersytet im. Adama Mickiewicza w Poznaniu – Wydział Chemii                                              | odkrycie nowych reakcji i nowych katalizatorów procesów prowadzących do wytwarzania materiałów krzemoorganicznych o znaczeniu przemysłowym |
| 2010 | nie przyznano           | nie przyznano                                                                                              | nie przyznano |

### Nauki przyrodnicze i medyczne(do 2010 r.)
| rok  | laureat                 | instytucje                                                                                      | powód |
| ---- | ----------------------- | ----------------------------------------------------------------------------------------------- | --- |
| 1992 | Ewa Kamler              | Polskie Towarzystwo Hydrobiologiczne                                                            | praca Early Life History of Fish wydana w Londynie przez wydawnictwo Chapman and Hall |
| 1993 | Wiesław Jędrzejczak     | Akademia Medyczna w Warszawie – Centralny Szpital Kliniczny                                     | cykl prac na temat molekularnych i komórkowych mechanizmów powstawania komórek krwi |
| 1994 | Krzysztof Selmaj        | Akademia Medyczna w Łodzi                                                                       | badania dotyczące nowych mechanizmów immunologicznych w autoimmunologicznych chorobach układu nerwowego, ze szczególnym uwzględnieniem stwardnienia rozsianego                                            |
| 1995 | Stanisław Konturek      | Uniwersytet Jagielloński – Collegium Medicum, Instytut Fizjologii                               | cykl prac nad rolą lokalnego przepływu krwi w śluzówce żołądka i dwunastnicy w funkcji cytoprotekcyjnej śluzówki, to znaczy w fizjologicznym mechanizmie ochrony przed owrzodzeniem żołądka i dwunastnicy |
| 1996 | Aleksander Koj          | Uniwersytet Jagielloński – Instytut Biologii Molekularnej                                       | prace dotyczące regulacji syntezy białek ostrej fazy |
| 1997 | Ryszard Gryglewski      | Uniwersytet Jagielloński – Collegium Medicum                                                    | cykl badań nad regulacją tromborezystencji |
| 1998 | Andrzej Szczeklik       | Uniwersytet Jagielloński – Collegium Medicum, II Katedra Chorób Wewnętrznych                    | wykrycie mechanizmu przeciwzakrzepowego działania aspiryny oraz badania nad patogenezą i metodami leczenia astmy oskrzelowej indukowanej aspiryną                                                         |
| 1999 | Maciej Żylicz           | Uniwersytet Gdański i Gdański Uniwersytet Medyczny – Międzyuczelniany Wydział Biotechnologii    | badania nad białkami regulatorowymi w systemie obrony komórki przed skutkami zmian środowiska zewnętrznego                                                                                                |
| 2000 | Leszek Kaczmarek        | Polska Akademia Nauk – Instytut Biologii Doświadczalnej im. Marcelego Nenckiego                 | prace poświęcone wpływowi różnych bodźców na ekspresję genów w wybranych strukturach mózgu ssaków |
| 2001 | Zbigniew Gliwicz        | Uniwersytet Warszawski – Wydział Biologii                                                       | wykazanie roli drapieżnictwa w kształtowaniu historii życia i zachowań zwierząt |
| 2002 | Mariusz Jaskólski       | Uniwersytet im. Adama Mickiewicza w Poznaniu – Wydział Chemii                                   | wyjaśnienie sposobu powstawania agregatów amyloidalnego białka ludzkiego – cystatyny C, przyczyniające się do zrozumienia mechanizmu niektórych schorzeń mózgu człowieka                                  |
| 2003 | Roman Kaliszan          | Gdański Uniwersytet Medyczny – Wydział Farmaceutyczny                                           | zastosowanie metod modelowania matematycznego oraz chromatografii do określania związku między strukturą chemiczną leków i ich właściwościami farmakologicznymi                                           |
| 2004 | Janusz Limon            | Akademia Medyczna w Gdańsku – Katedra Biologii i Genetyki                                       | wybitny wkład w rozwój cytogenetycznych metod diagnozowania nowotworów złośliwych |
| 2005 | Zofia Kielan-Jaworowska | Polska Akademia Nauk – Instytut Paleobiologii im. Romana Kozłowskiego                           | twórcza synteza badań nad mezozoiczną ewolucją ssaków przedstawioną w fundamentalnym dziele Mammals from the Age of Dinosaurus (2004)                                                                     |
| 2006 | Mariusz Ratajczak       | Uniwersytet Jagielloński – Collegium Medicum, Katedra Immunologii Klinicznej i Transplantologii | odkrycie w szpiku kostnym oraz krwi pępowinowej komórek funkcjonalnie przypominających macierzyste komórki zarodkowe                                                                                      |
| 2006 | Mariusz Ratajczak       | University of Louisville (USA)                                                                  | odkrycie w szpiku kostnym oraz krwi pępowinowej komórek funkcjonalnie przypominających macierzyste komórki zarodkowe                                                                                      |
| 2007 | Włodzimierz Krzyżosiak  | Polska Akademia Nauk – Instytut Chemii Bioorganicznej w Poznaniu                                | odkrycie mechanizmu selektywnego wyciszania informacji genetycznej, mogącej prowadzić do chorób neurodegeneracyjnych                                                                                      |
| 2008 | Jacek Oleksyn           | Polska Akademia Nauk – Instytut Dendrologii w Kórniku                                           | wkład w odkrycie uniwersalnych biogeograficznych zależności między cechami roślin, istotnych dla zrozumienia procesów ekologicznych w skali globalnej                                                     |
| 2009 | Andrzej Koliński        | Uniwersytet Warszawski – Wydział Chemii                                                         | wkład w opracowanie i zastosowanie w praktyce metod przewidywania struktury przestrzennej białek |
| 2010 | Tomasz Guzik            | Uniwersytet Jagielloński – Collegium Medicum, Wydział Lekarski                                  | wykazanie istotnego znaczenia układu odporności w mechanizmie powstawania nadciśnienia tętniczego |

### Nauki matematyczno-fizyczne i inżynierskie(od 2011 r.)
| rok  | laureat               | instytucje | powód |
| ---- | --------------------- | --- | --- |
| 2011 | Maciej Lewenstein     | Instituto de Ciencias Fotónicas w Castelldefels (Hiszpania)                                                     | dokonania w obszarze optyki kwantowej i fizyki ultrazimnych gazów                                                                          |
| 2012 | Maciej Wojtkowski     | Uniwersytet Mikołaja Kopernika w Toruniu                                                                        | opracowanie i wprowadzenie do praktyki okulistycznej metody tomografii optycznej z detekcją fourierowską                                   |
| 2013 | Marek Żukowski        | Uniwersytet Gdański – Wydział Matematyki, Fizyki i Informatyki                                                  | badania wielofotonowych stanów splątanych, które doprowadziły do sformułowania przyczynowości informacyjnej jako zasady fizyki             |
| 2014 | Iwo Białynicki-Birula | Polska Akademia Nauk – Centrum Fizyki Teoretycznej                                                              | fundamentalne prace dotyczące pola elektromagnetycznego, które doprowadziły do sformułowania zasady nieoznaczoności dla fotonu             |
| 2015 | Kazimierz Rzążewski   | Polska Akademia Nauk – Centrum Fizyki Teoretycznej                                                              | odkrycie zjawiska magnetostrykcji w ultrazimnych gazach z oddziaływaniem dipolowym                                                         |
| 2016 | Józef Spałek          | Uniwersytet Jagielloński                                                                                        | badania układów silnie skorelowanych, a w szczególności za sformułowanie modelu t-J                                                        |
| 2017 | Andrzej Trautman      | Uniwersytet Warszawski                                                                                          | teoretyczne wykazanie realności fal grawitacyjnych                                                                                         |
| 2018 | Krzysztof Pachucki    | Uniwersytet Warszawski                                                                                          | precyzyjne kwantowo-elektrodynamiczne obliczenia spektroskopowych parametrów lekkich atomów i cząsteczek                                   |
| 2019 | Andrzej Kossakowski   | Uniwersytet Mikołaja Kopernika w Toruniu – Wydział Fizyki, Astronomii i Informatyki Stosowanej, Instytut Fizyki | rozwinięcie teorii kwantowych układów otwartych                                                                                            |
| 2020 | Krzysztof Górski      | National Aeronautics and Space Administration (USA) – Jet Propulsion Laboratory                                 | opracowanie i wdrożenie metodologii analizy map promieniowania reliktowego, kluczowych dla poznania wczesnych etapów ewolucji Wszechświata |
| 2020 | Krzysztof Górski      | Uniwersytet Warszawski – Obserwatorium Astronomiczne                                                            | opracowanie i wdrożenie metodologii analizy map promieniowania reliktowego, kluczowych dla poznania wczesnych etapów ewolucji Wszechświata |
| 2021 | Grzegorz Pietrzyński  | Polska Akademia Nauk – Centrum Astronomiczne im. Mikołaja Kopernika                                             | precyzyjne wyznaczenie odległości do Wielkiego Obłoku Magellana                                                                            |
| 2022 | nie przyznano         | nie przyznano                                                                                                   | nie przyznano |
| 2023 | Rafał Latała          | Uniwersytet Warszawski – Wydział Matematyki, Informatyki i Mechaniki                                            | opracowanie narzędzi matematycznych, które umożliwiły udowodnienie hipotezy Talagranda dotyczącej procesów Bernoulliego                    |
| 2024 | Krzysztof Sacha       | Uniwersytet Jagielloński – Instytut Fizyki Teoretycznej                                                         | sformułowanie teorii kryształów czasowych                                                                                                  |

### Nauki o życiu i o Ziemi(od 2011 r.)
| rok  | laureat                   | instytucje                                                                                   | powód |
| ---- | ------------------------- | -------------------------------------------------------------------------------------------- | --- |
| 2011 | Jan Potempa               | Uniwersytet Jagielloński – Wydział Biochemii, Biofizyki i Biotechnologii                     | scharakteryzowanie nowej rodziny proteinaz bakteryjnych oraz wykazanie ich roli w rozwoju chorób przyzębia                                                 |
| 2012 | Krzysztof Palczewski      | Case Western Reserve University w Cleveland (USA)                                            | ustalenie struktury krystalicznej białka rodopsyny i wyjaśnienie molekularnego mechanizmu jego udziału w procesie widzenia                                 |
| 2013 | Andrzej Tarkowski         | Uniwersytet Warszawski – Wydział Biologii, Instytut Zoologii                                 | odkrycia wyjaśniające fundamentalne mechanizmy odpowiedzialne za wczesny rozwój zarodków ssaków                                                            |
| 2014 | Tomasz Goslar             | Uniwersytet im. Adama Mickiewicza w Poznaniu                                                 | kluczowy dla współczesnych badań klimatycznych wkład w ustalenie chronologii zmian stężenia izotopu węgla C14 w atmosferze podczas ostatniego zlodowacenia |
| 2015 | nie przyznano             | nie przyznano                                                                                | nie przyznano |
| 2016 | Jan Kozłowski             | Uniwersytet Jagielloński                                                                     | sformułowanie i eksperymentalna weryfikacja teorii wyjaśniającej różnorodność strategii życiowych organizmów jako efektu optymalnej alokacji zasobów       |
| 2017 | Piotr Trzonkowski         | Gdański Uniwersytet Medyczny                                                                 | badania nad limfocytami T regulatorowymi i ich pionierskie zastosowanie w terapii komórkowej chorób człowieka                                              |
| 2018 | Andrzej Dziembowski       | Polska Akademia Nauk – Instytut Biochemii i Biofizyki                                        | wyjaśnienie funkcji kluczowych enzymów degradujących RNA, których zaburzenia prowadzą do stanów patologicznych                                             |
| 2019 | nie przyznano             | nie przyznano                                                                                | nie przyznano |
| 2020 | Jacek Radwan              | Uniwersytet im. Adama Mickiewicza w Poznaniu – Wydział Biologii                              | wykazanie roli ewolucyjnego mechanizmu optymalizacji zmienności genetycznej w kształtowaniu odporności na patogeny i tolerowaniu własnych antygenów        |
| 2021 | Bożena Kamińska-Kaczmarek | Polska Akademia Nauk – Instytut Biologii Doświadczalnej im. Marcelego Nenckiego              | odkrycie mechanizmów, które powodują, że glejaki złośliwe tak przeprogramowują komórki odpornościowe, aby wspierały rozwój tych nowotworów mózgu           |
| 2022 | Marcin Nowotny            | Międzynarodowy Instytut Biologii Molekularnej i Komórkowej                                   | wyjaśnienie molekularnych mechanizmów rozpoznawania uszkodzeń DNA oraz ich naprawy                                                                         |
| 2023 | Krzysztof Liberek         | Uniwersytet Gdański i Gdański Uniwersytet Medyczny – Międzyuczelniany Wydział Biotechnologii | wykazanie roli białek opiekuńczych w odzyskiwaniu białek z agregatów i zwijaniu ich do aktywnej formy                                                      |
| 2024 | Sebastian Glatt           | Uniwersytet Jagielloński – Małopolskie Centrum Biotechnologii                                | ustalenie struktury i funkcji kompleksu Elongator wpływającego na poprawność biosyntezy białka                                                             |

### Nauki chemiczne i o materiałach(od 2011 r.)
| rok  | laureat             | instytucje                                                              | powód |
| ---- | ------------------- | ----------------------------------------------------------------------- | --- |
| 2011 | Elżbieta Frąckowiak | Politechnika Poznańska – Wydział Technologii Chemicznej                 | badania nad nowymi materiałami i kompozytami węglowymi i ich wykorzystanie do elektrochemicznego magazynowania i konwersji energii                            |
| 2012 | Mieczysław Mąkosza  | Polska Akademia Nauk – Instytut Chemii Organicznej                      | opracowanie i wprowadzenie do kanonu chemii organicznej nowej reakcji – Zastępczego Podstawienia Nukleofilowego.                                              |
| 2013 | Sylwester Porowski  | Polska Akademia Nauk – Instytut Wysokich Ciśnień                        | opracowanie wysokociśnieniowej metody otrzymywania monokryształu azotku galu                                                                                  |
| 2014 | Karol Grela         | Uniwersytet Warszawski                                                  | opracowanie nowych katalizatorów reakcji metatezy olefin i ich zastosowanie w praktyce przemysłowej                                                           |
| 2014 | Karol Grela         | Polska Akademia Nauk – Instytut Chemii Organicznej                      | opracowanie nowych katalizatorów reakcji metatezy olefin i ich zastosowanie w praktyce przemysłowej                                                           |
| 2015 | Stanisław Penczek   | Polska Akademia Nauk – Centrum Badań Molekularnych i Makromolekularnych | opracowanie teorii polimeryzacji z otwarciem pierścienia i jej wykorzystanie do syntezy polimerów biodegradowalnych                                           |
| 2016 | Marek Samoć         | Politechnika Wrocławska                                                 | badania materiałów nanostrukturalnych dla optyki nieliniowej                                                                                                  |
| 2017 | Daniel Gryko        | Polska Akademia Nauk – Instytut Chemii Organicznej                      | opracowanie oryginalnej metody syntezy i charakteryzacja związków z grupy porfirynoidów.                                                                      |
| 2018 | Andrzej Gałęski     | Polska Akademia Nauk – Centrum Badań Molekularnych i Makromolekularnych | opracowanie nowego mechanizmu deformacji plastycznej polimerów.                                                                                               |
| 2019 | Marcin Drąg         | Politechnika Wrocławska – Wydział Chemiczny                             | opracowanie nowej platformy technologicznej umożliwiającej otrzymywanie związków biologicznie aktywnych, w szczególności inhibitorów enzymów proteolitycznych |
| 2020 | Ewa Górecka         | Uniwersytet Warszawski – Wydział Chemii                                 | otrzymanie materiałów ciekłokrystalicznych o strukturze chiralnej zbudowanych z niechiralnych molekuł                                                         |
| 2021 | Jacek Jemielity     | Uniwersytet Warszawski – Centrum Nowych Technologii                     | opracowanie chemicznych modyfikacji mRNA jako narzędzi do zastosowań terapeutycznych i badań procesów komórkowych                                             |
| 2022 | Bartosz Grzybowski  | Polska Akademia Nauk – Instytut Chemii Organicznej                      | opracowanie i empiryczna weryfikacja algorytmicznej metodyki planowania syntezy chemicznej                                                                    |
| 2022 | Bartosz Grzybowski  | Ulsan National Institute of Science and Technology (Korea Południowa)   | opracowanie i empiryczna weryfikacja algorytmicznej metodyki planowania syntezy chemicznej                                                                    |
| 2023 | Marcin Stępień      | Uniwersytet Warszawski – Wydział Chemii                                 | zaprojektowanie i otrzymanie nowych związków aromatycznych o unikatowej strukturze i właściwościach                                                           |
| 2024 | Janusz Lewiński     | Politechnika Warszawska – Wydział Chemiczny                             | opracowanie mechanochemicznych metod syntezy perowskitów poprawiających ich właściwości fotowoltaiczne                                                        |
| 2024 | Janusz Lewiński     | Polska Akademia Nauk – Instytut Chemii Fizycznej                        | opracowanie mechanochemicznych metod syntezy perowskitów poprawiających ich właściwości fotowoltaiczne                                                        |

## Instytucje laureatów
Laureaci Nagrody FNP w czasie otrzymania nagrody byli zatrudnieni w różnych instytucjach polskich i zagranicznych. Do 2024 roku takich instytucji było ponad 30, nie licząc ich jednostek organizacyjnych – ponad 20 w Polsce i kilkanaście za granicą. Poniższe listy są alfabetyczne.

### Polskie
- Akademia Górniczo-Hutnicza im. Stanisława Staszica w Krakowie
- Akademia Medyczna w Łodzi
- Akademia Muzyczna im. Krzysztofa Pendereckiego w Krakowie
- Gdański Uniwersytet Medyczny
- Instytut Problemów Jądrowych im. Andrzeja Sołtana
- Katolicki Uniwersytet Lubelski Jana Pawła II
- Politechnika Gdańska
- Politechnika Poznańska
- Politechnika Warszawska
- Politechnika Wrocławska
- Polska Akademia Nauk
- Polskie Towarzystwo Hydrobiologiczne
- Towarzystwo Przyjaciół Ossolineum
- Uniwersytet Gdański
- Uniwersytet im. Adama Mickiewicza w Poznaniu
- Uniwersytet Jagielloński
- Uniwersytet Mikołaja Kopernika w Toruniu
- Uniwersytet SWPS
- Uniwersytet Warszawski
- Uniwersytet Wrocławski
- Warszawski Uniwersytet Medyczny
- Wojskowa Akademia Techniczna im. Jarosława Dąbrowskiego
- Wyższa Szkoła Informatyki i Zarządzania w Rzeszowie

### Zagraniczne
Instytucje w USA:
- Carnegie Mellon University – Pittsburgh, Pensylwania
- Case Western Reserve University – Cleveland, Ohio
- National Aeronautics and Space Administration, Jet Propulsion Laboratory – Pasadena, Kalifornia
- Uniwersytet Yale – New Haven, Connecticut
- Uniwersytet Princeton – Princeton, New Jersey
- Uniwersytet Stanu Pensylwania

Instytucje w innych państwach:
- Australijski Uniwersytet Narodowy – Canberra, Australia
- Centre national de la recherche scientifique – Francja
- Commissariat à l’energie atomique et aux énergies alternatives – tamże
- Instituto de Ciencias Fotónicas – Castelldefels, Hiszpania
- Ulsan National Institute of Science and Technology – Korea Południowa